# Нефедково (Ярославская область)
Нефе́дково — упразднённая в 2000 году деревня в Даниловском районе Ярославской области России.
Входила на год упразднения в Ермаковский сельсовет. Ныне урочище.

## География
Находилась в 21 км к северо-западу от города Данилова, в 1 км от автомобильной дороги Череповец—Данилов.  

## История
Упразднена официально Постановлением Государственной Думы Ярославской области от 28 ноября 2000 года № 148 «Об исключении из учётных данных населённых пунктов Даниловского района Ярославской области».